# Uniomerus tetralasmus
Uniomerus tetralasmus är en musselart som först beskrevs av Thomas Say 1831.  Uniomerus tetralasmus ingår i släktet Uniomerus och familjen målarmusslor. IUCN kategoriserar arten globalt som livskraftig. Inga underarter finns listade i Catalogue of Life.